# Stemshorn
Stemshorn ist eine Gemeinde im Landkreis Diepholz in Niedersachsen.

## Geografie

### Geografische Lage
Stemshorn liegt im Naturpark Dümmer unweit des Dümmers und des Stemweder Berges zwischen Osnabrück und Bremen. Die Gemeinde gehört zur Samtgemeinde Altes Amt Lemförde, die ihren Verwaltungssitz in dem Flecken Lemförde hat.

## Geschichte
Im Gebiet von Stemshorn gab es bereits während der Jungsteinzeit und der Bronzezeit eine Besiedlung. Davon zeugen die Relikte der fünf prähistorischen Brunnen von Stemshorn, die im Jahr 2017 etwa 900 Meter nordwestlich des Ortskerns beim Pipelinebau auf einer Ackerfläche entdeckt wurden.

## Politik

### Gemeinderat
Der Gemeinderat setzt sich aus neun Ratsfrauen und Ratsherren zusammen.
- Wählergemeinschaft: neun Sitze

(Stand: Kommunalwahl am 12. September 2021)

### Bürgermeister
Der ehrenamtliche Bürgermeister seit 2016 ist Heiner Lindemann. Gemeindedirektor ist Samtgemeindebürgermeister Rüdiger Scheibe.
bisherige Amtsinhaber
- 1986–2001: Rolf Tiemann (Wählergemeinschaft)
- 2001–2016: Hildegard Grönemeyer (Wählergemeinschaft)
- seit 2016: Heiner Lindemann (Wählergemeinschaft)

### Wappen
Blasonierung: „In Rot zwei sich schräg-kreuzende vierzinkige goldene Aalstecher mit goldenen Stielen, die im Schildfuß mit einem bewulsteten goldenen Büffelgehörn belegt sind.“

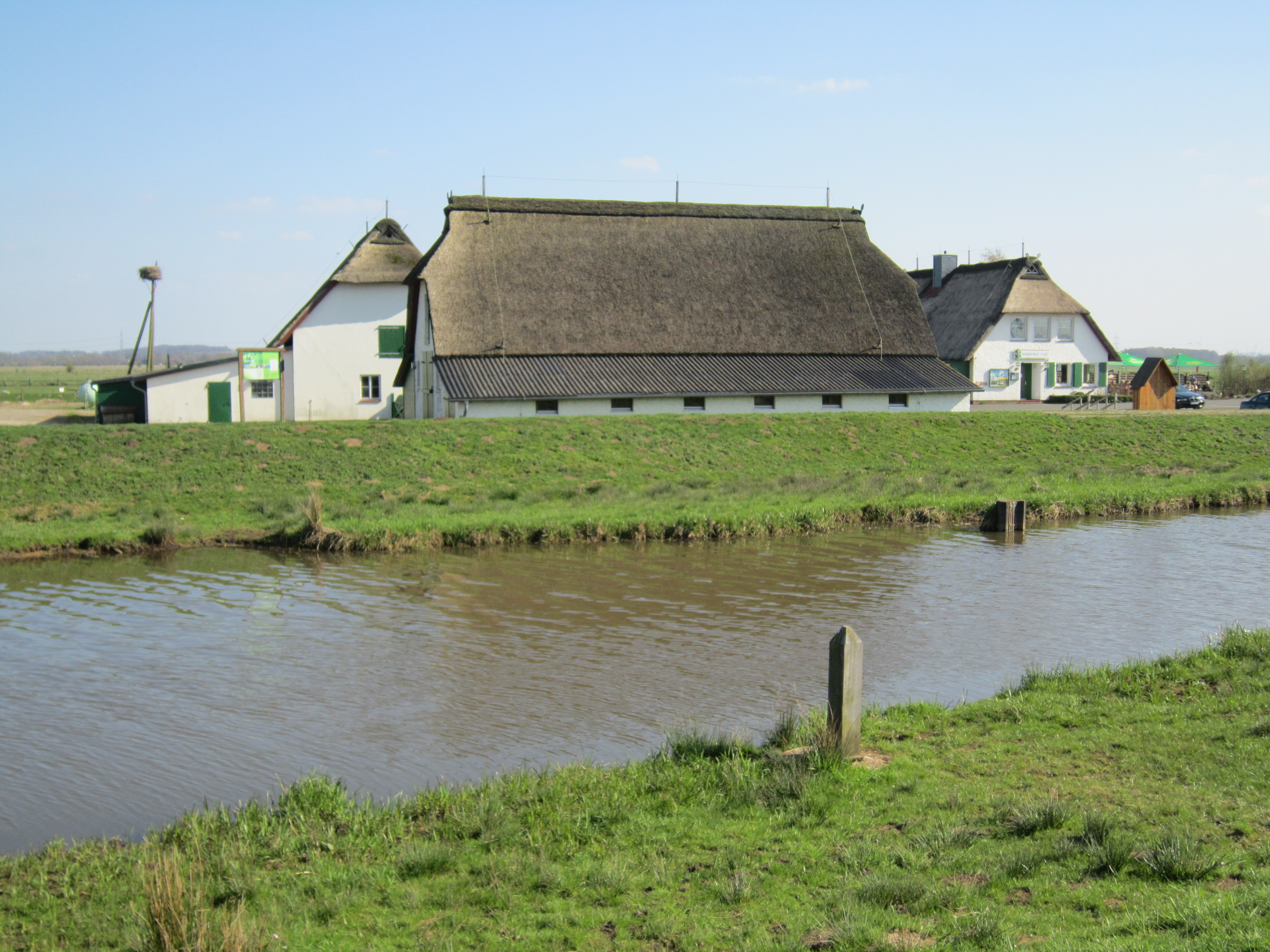
Der Schäferhof an der Hunte

## Wirtschaft und Infrastruktur

### Verkehr
Durch die Gemeinde verläuft die Bundesstraße 51, Bremen – Diepholz – Bohmte – Osnabrück.

### Einrichtungen
Zu Stemshorn gehört der am Rande des Gemeindegebiets an der Hunte liegende Schäferhof. Dieser wurde 1950 vom Hunte-Wasserverband errichtet. Er wird jetzt vom Verein Naturraum Dümmerniederung mit dem Kommunikationsforum Alter Schafstall betrieben und ist an einen Schäfer verpachtet, der die Beweidung von Naturflächen an der Hunte und im Ochsenmoor betreibt.

### Räumliche Zuordnung
Obschon Stemshorn (ähnlich wie Büscherheide in Bezug auf Börninghausen) kirchenrechtlich zu Dielingen und damit  Westfalen gehört, handelt es sich nicht wie Büscherheide um eine funktionale Enklave. Siedlungstechnisch ist Stemshorn mittlerweile mit Lemförde verwachsen und jenes kann problemlos und fußläufig alle Funktionen eines Unterzentrums für die Bürger von Stemshorn bieten. Anders als in Büscherheide gab es daher in Stemshorn nie Bestrebungen für eine administrative Umgliederung.

## Persönlichkeiten

### Söhne und Töchter der Gemeinde
- Richard Ey (1923–1990), Politiker (FDP, CDU)

### Ehrenbürger
- Max Boguschewski, ehemaliger Bürgermeister
- Rolf Tiemann, ehemaliger Bürgermeister

## Religion
Stemshorn ist in die Kirchengemeinde Dielingen gepfarrt und gehört somit zum Kirchenkreis Lübbecke der Evangelischen Kirche von Westfalen.